# 日本電子出版協会
一般社団法人日本電子出版協会（にほんでんししゅっぱんきょうかい、英語: Japan Electronic Publishing Association、略称：JEPA）は、電子出版の立ち上げと発展を目的として、1986年9月12日、出版社、書店、印刷会社、コンピュータ会社、ソフトウェア会社などが中心になって設立された業際団体。2010年4月1日に任意団体から一般社団法人に組織替えを行った。

## 概要
電子出版市場の立ち上げと発展を目的に活動している。会員社は出版社だけではなく、書店、印刷会社、コンピュータ会社、ソフトウェア会社など業界を越えて構成されている。日本の電子出版関連団体としては現在もっとも古い団体である。
活動は電子出版技術や事例、制度などの研究と啓蒙で、セミナーなどの活動はここ10年だけでも340回を超えている。現在までのおもな成果物としてはCD-ROM仕様策定、Unicodeフォントの普及活動、書籍XML構造の策定(JepaX)、辞書データ形式の標準化、EPUBの日本語化仕様提案などがある。
2007年、元会長の長谷川秀記が企画・運営した「新語・流行語大賞」を模して、「JEPA電子出版アワード」を開催し、広義の電子出版に対して、毎年、賞の授与している。
2020年6月からは、コロナ禍により、対面セミナーを廃止しオンラインに移行、その大半Youtubeアーカイブとして一般に公開している。

## 委員会
現在、以下の8つの委員会が活動中である。
定例会運営委員会会員に対してJEPAの活動報告と親睦。
広報委員会電子出版協会の活動を内外に伝える広報活動。JEPA電子出版アワードの開催。
著作権委員会電子出版に関わる著作権の研究。
ビジネス研究委員会業界に関連した技術・情報の収集やその交換等を通して、電子出版を実際のビジネスとして成り立たせるための活動を研究。
レファレンス委員会委員会に、辞書分科会、書籍分科会、標準化分科会を置き、さまざまな形態のレファレンス文献の電子化に関する研究・検討。
電子図書館委員会電子図書館は図書館の在り方を問い直すもので、公共図書館や学校図書館の地殻変動を伴う。出版業界にとってビジネスになるよう、仕組みや推進方法を議論。
プラットホーム委員会電子書籍と教育ICTのプラットフォーム整備が目的。EPUB研究会、電子教科書研究会、TTS (テキスト読みあげ) 研究会の3つの研究会がある。
電子出版検定準備委員会項目のみでページが存在しないため活動内容は不明。

## 歴代会長（調査中）
- 前田完治（1986年-1997年2月　就任時は三修社社長）
- 塚本慶一郎（1989年度、1年間のみ　就任時はインプレス社長）
- 長谷川秀記（1997年3月-2003年1月　就任時は自由国民社会長
- 関戸雅男（2003年2月-2017年2月　就任時は研究社社長）
- 金原俊（2017年2月-2020年2月　就任時は医学書院取締役副社長）[1]

## 主な出版物
- 「電子出版クロニクル」　発行：日本電子出版協会　(2009/1/25)　ISBN 978-4-9904404-0-4
  - なお2016年までの情報を追記した増補改訂版を2018年7月からHTML形式で無料で公開している[2]
- 2020年より講演映像の大半を一般公開し、ChatGPTなどの生成AI、国立国会図書館のデジタル化、出版物のアクセシビリティ、教育ICTなど多方面の映像を、チャプター付きで観ることができる。